# Staatsstraße 282a
Die Staatsstraße 282a  (S 282a) ist eine Staatsstraße in Sachsen, die im Jahr 2001 neu gebaut wurde und die alte, kurvenreiche Waldstraße ersetzte. Sie dient als Autobahnzubringer von Werdau, Neumark und Schönfels zur Anschlussstelle Zwickau-West der Bundesautobahn 72.

## Verlauf
Die S 282a beginnt südlich von Schönfels an der Kreuzung mit der Bundesstraße 173, wo sie den Namen Ebersbrunner Straße trägt. Parallel zur Straße führt ein Radweg entlang. Nach Durchquerung des Schönfelser Waldes wird die Ortslage von Ebersbrunn erreicht. Hier ist die Geschwindigkeit auf 70 km/h begrenzt. An der Kreuzung kann man auf die Hauptmannsgrüner Straße abbiegen. Kurz vor dem nächsten Wäldchen führt die Bahnstrecke von Zwickau nach Falkenstein unter der Straße hindurch. Mit Erreichen der Voigtsgrüner Asphaltmischwerke endet die Staatsstraße 282a an der Kreuzung mit der Staatsstraße 282 kurz vor der Unterquerung der Autobahn 72.